# كانتون جونين
كانتون جونين (بالإنجليزية: Junín Canton)‏ هو كانتون في الإكوادور، يتبع مقاطعة مانابي.

## أعلام
- مانويل فيليكس لوبيز